# アブドゥーラ・イブラヒム
アブドゥーラ・イブラヒム (アラビア語：عبدالله إبراهيم、英語：Abdullah Ibrahim、1934年10月9日生まれ) は、南アフリカ人のピアニスト、作曲家である。以前はダラー・ブランド（Dollar Brand）という名で知られていた。
イブラヒムは幼少時代をケープタウンの港湾地域で過ごし、伝統的なアフリカの歌やゴスペル、ラーガからモダン・ジャズやその他の西洋音楽に至るまで多様な音楽の影響を受けた。彼の音楽はこの幼少時代の影響の多くを反映している。ジャズの範囲では特にセロニアス・モンクとデューク・エリントンの影響が強く見られる。イブラヒムは南アフリカのジャズであるケープ・ジャズの重鎮との評価をうけている。妻はジャズ・シンガーのサティマ・ビー・ベンジャミンで息子はニューヨークのアンダーグラウンド・シーンで活躍するジーン・グレイである。

## 略歴

### キャリア初期
1959年から1960年に彼はソフィアタウンでキッピー・ムケッツィとヒュー・マセケラとともにジャズ・エピッスルズを結成して演奏した。ジャズ・エピッスルズは1960年に南アフリカの黒人ミュージシャンによる初めてのジャズのLPレコードを録音した。その後、イブラヒムはミュージカル『キングコング』のヨーロッパ・ツアーに参加した。

### ヨーロッパへ移動
1962年にイブラヒムはヨーロッパへ移り住む。1963年2月、イブラヒムと結婚前のサティマ・ビー・ベンジャミン（1965年に結婚）がチューリッヒにいたデューク・エリントンに当時「ダラー・ブランド・トリオ」としてチューリッヒの「アフィリカーナ・クラブ」で演奏していたイブラヒムの演奏を聴きに来ないかと説得した。ショーが終わった後、エリントンがリプリーズ・レコードにおけるレコーディング・セッションを取り計らい、イブラヒムはアルバム『デューク・エリントン・プレゼンツ・ダラー・ブランド・トリオ』を録音するに至った。第二弾の録音にはデューク・エリントンとビリー・ストレイホーンがピアノで参加し、妻のベンジャミンがボーカリストとして参加したが、1996年まで公開されずにいた。この作品は現在、アルバム『ア・モーニング・イン・パリ』としてサティマ・ビー・ベンジャミン名義で発表されている。その後、ダラー・ブランド・トリオ（ジョニー・ゲーツがベース、マカヤ・ンショコがドラム）は、多くのヨーロッパのフェスティバルで演奏し、ラジオやテレビでも演奏している。

### 南アフリカとケープ・ジャズ
彼はイスラム教に改宗した後、1970年代中盤に南アフリカに少しの間戻る。イスラム教への改宗をきっかけにダラー・ブランドからアブドゥーラ・イブラヒムへと名前を変えた。不安定な政治情勢を見た彼は、1976年にはすぐにニューヨークへと戻ったのだが、しかしその間に著名なケープタウンのミュージシャン（バジルコージー、ロビー・ジャンセンを含む）といくつかのすぐれた録音を残した。これらの独創的な録音はケープ・ジャズという新しいサウンドの大きな力となった。「Mannenberg」(アメリカでのリリース時は「Capetown Fringe」)や、南アフリカで有名な作曲である「Black lightning」、「African Herbs」、「Soweto Is Where It Is At」はこの時期の曲である。これらはストリートや黒人地区のサウンドを反映した曲で、「Mannenberg」は「非公式の南アフリカの国歌」、反アパルトヘイト運動の旋律と考えられるようにまでなった。
サクソフォーン奏者でフルート奏者のカルロス・ワードは、1980年代初頭にサイドマンとしてイブラヒムとデュエットで演奏している。

### 映画音楽
イブラヒムは『Chocolat』(1988年)、『No Fear No Die』(1990年)などの多数の映画で音楽を担当している。アパルトヘイトが終焉するとともにケープタウンに戻り、今では世界各国でのコンサートと、ニューヨーク、南アフリカで活動している。また、2002年のドキュメンタリー映画『Amandla! A Revolution in Four-Part Harmony』にも参加し、アパルトヘイトの時代を思い起こしている。

### 近年の活動
イブラヒムはソロ・ピアニストとして曲間の休止を含まないで連続して演奏するスタイルの魅惑的なコンサートを行なってきた。そこには古いマラビの演奏者のパワーやクラシックの印象派の作曲家たち、彼のヒーローであったデューク・エリントンやファッツ・ウォーラーからの影響を見ることができる。また、トリオやカルテット、大勢のジャズオーケストラでの演奏もよくしている。1990年代に南アフリカへ戻ってからはオーケストラとの共演も多く、ネルソン・マンデラ大統領の就任時にも演奏している。また音楽教育にも力を入れており、ケープタウンのミュージシャンのために「M7」音楽学校を創設し、2006年9月には18人編成のビッグバンドであるケープタウン・ジャズ・オーケストラを創設している。
イブラヒムの曲「African Marketplace」は広範な人気を獲得しており、スウェーデン共産党が演説や会議の度に曲をかけているほどである。イブラヒムはヨーロッパを中心に国際的に活動を続けている。
2010年6月26日に放送されたNHK-BSのドキュメンタリー番組に出演している。番組内では南アフリカの7箇所の美しいスポットで自身の曲を演奏している。ピアノは地面に直接置かれており、壮大な自然環境と音楽を共鳴させている。
2020年に旭日双光章を受章した。

## ディスコグラフィ

### リーダー・アルバム
- 『ジャズ・エピッスルズ・ヴァース1』 - Jazz Epistle Verse 1 (1960年) ※ジャズ・エピッスルズ名義
- 『デューク・エリントン・プレゼンツ・ダラー・ブランド・トリオ』 - Duke Ellington presents The Dollar Brand Trio (1964年)
- 『ドリーム』 - The Dream (1965年)
- 『南アフリカのある村の分析』 - Anatomy of a South African Village (1965年、Black Lion Records)
- 『ジス・イズ・ダラー・ブランド』 - This is Dollar Brand (1965年、Black Lion)
- 『ハンバ・カール!』 - Hamba Khale! (1968年) ※with ガトー・バルビエリ
- 『アフリカン・スケッチブック』 - African Sketchbook (1969年)
- 『アフリカン・ピアノ』 - African Piano (1969年)
- 『グッド・ニュース・フロム・アフリカ』 - Good News from Africa (1973年)
- 『アフリカン・スペース・プログラム』 - African Space Program (1973年)
- 『マンネンベルグ』 - Mannenberg - 'Is Where It's Happening'  (1974年)
- 『古代アフリカ』 - Ancient Africa (1974年)
- 『アフリカン・ブリーズ』 - African Breeze (1974年、East Wind Records)
- 『メモリーズ』 - Memories (1974年)
- 『エリントンに捧ぐ』 - Ode To Duke Ellington (1974年)
- 『バンヤナ - チルドレン・オブ・アフリカ』 - Banyana – Children of Africa (1976年)
- 『ブラック・ライトニング』 - Black Lightning (1976年)
- 『ザ・ジャーニー』 - The Journey (1977年)
- 『意識の流れ』 - Streams of Consciousness (1977年) ※with マックス・ローチ
- 『賛歌』 - Anthem for the New Nations (1978年)
- 『自叙伝』 - Autobiography (1978年)
- 『ソエト』 - Soweto (1978年)
- 『アーチー・シェップとダラー・ブランド』 - Duet (1978年)
- 『エコーズ・フロム・アフリカ』 - Echoes from Africa (1979年) ※with ジョニー・ダイアニ
- 『アフリカン・マーケットプレイス』 - African Marketplace (1979年)
- 『アフリカ - 涙と笑い』 - Africa Tears and Laughter (1979年)
- 『アット・モントゥルー'80』 - Dollar Brand at Montreux (1980年)
- 『アフリカン・ドーン』 - African Dawn (1982年)
- Ekaya (1983年)
- 『ジンバブエ』 - Zimbabwe (1983年)
- 『ウォーター・フロム・アン・アンシャント・ウェル』 - Water From an Ancient Well (1985年)
- South Africa (1986年)
- 『デュークス・メモリーズ』 - Duke's Memories  (1986年)
- 『ミンディフ』 - Mindif (1988年)
- 『ヴォイス・オブ・アフリカ』 - Voice Of Africa (1988年)
- Blues for a Hip King (1989年)
- 『アフリカン・リヴァー』 - African River (1989年)
- The Mountain (1989年) ※初期のアルバム『Ekaya』『Water From an Ancient Well』からのセレクト
- 『ノー・フェアー，ノー・ダイ』 - No Fear, No Die (1990年)
- 『マントラ・モード』 - Mantra Mode (1991年)
- 『デザート・フラワーズ』 - Desert Flowers (1992年)
- 『ナイズナ・ブルー』 - xnysna Blue (1993年)
- African Horns (1994年)
- Piano Solo (1995年)
- 『ヤロナ』 - Yarona (1995年)
- South African Ambassador (1997年)
- 『ケープタウン・フラワーズ』 - Cape Town Flowers (1997年)
- Township One More Time (1998年)
- The African Suite (1999年)
- Cape Town Revisited (2000年)
- 『エカパ・ロドゥモ』 - Ekapa Lodumo (2001年)
- 『アフリカ組曲』 - African Symphony (2002年)
- African Breeze (2002年)
- 『アフリカン・マジック』 - African Magic (2003年)
- Recorded Live 1978 (2003年)
- 『リブラヒム〜アブドゥーラ・イブラヒム・リミックス』 - Re:Brahim: Abdullah Ibrahim Remixed (2005年)
- Senzo (2008年)
- Bombella (2009年)
- Sotho Blue (& Ekaya) (2011年)
- Mukashi: Once Upon a Time (2013年)
- The Song Is My Story (2014年)
- 『ザ・バランス』 - The Balance (2019年)
- 『ドリーム・タイム』 - Dream Time (2019年)

### 参加アルバム
- エルヴィン・ジョーンズ : 『ミッドナイト・ウォーク』 - Midnight Walk (1966年、Atlantic)
- サティマ・ビー・ベンジャミン : African Songbird (1976年)
- バディ・テイト : 『バディ・テイト・ミーツ・ダラー・ブランド』 - Buddy Tate Meets Dollar Brand (1977年、Chiaroscuro)
- サティマ・ビー・ベンジャミン : 『ア・モーニング・イン・パリ』 - A Morning In Paris (1997年) ※1963年録音